# WLp50
WLp50 – polska wąskotorowa lokomotywa spalinowa na tor szerokości 600-900 mm, przeznaczona głównie dla górnictwa i przemysłu. 

## Historia
Lokomotywa WLp50 została opracowana w latach 1987-88 przez Centrum Mechanizacji Górnictwa KOMAG w Gliwicach, na wzór wcześniej opracowanej lokomotywy o większej mocy silnika WLp85. Ich układ napędowy wywodzi się z lokomotywy kopalnianej Lds100. Jako napęd WLp50 zastosowano silnik wysokoprężny SW266/L1 o mocy 57 kW (78 KM) produkowany przez wytwórnię Andoria w Andrychowie, z hydrokinetycznym zmiennikiem momentu ZM-120N, zmniejszono też średnicę kół. Lokomotywa może być produkowana w wersji na tory o rozstawie 600 mm, 630 mm, 750 mm i 785 mm lub inne (jeden egzemplarz został wykonany dla kolei parkowej w Parku Śląskim, która miała rozstaw 900 mm). Oznaczenie biura konstrukcyjnego WLp oznacza wąskotorowa (W) lokomotywa (L) powierzchniowa (p).
Dwie prototypowe lokomotywy wykonano w latach 1988–1989 w Zakładzie Naprawczym Taboru Samochodowego i Sprzętu w Brzesku. Pierwszy prototyp ukończony został w marcu 1989, a drugi w maju tego roku, po czym był zaprezentowany na Międzynarodowych Targach Poznańskich. Przystąpiono następnie do ich małoseryjnej produkcji, z uwagi na umiarkowane zainteresowanie lokomotywami wąskotorowymi. Do 2000 wyprodukowano 33 lokomotywy. Niektóre lokomotywy mają odmienności konstrukcyjne – lokomotywa kolei parkowej w Parku Śląskim ma jako jedyna hamulec zespolony, a lokomotywa wyprodukowana w 2003 r. dla Huty Miedzi Głogów ma zmienioną skrzynię biegów, dla uzyskania większej siły pociągowej. Spośród innych użytkowników, trzech lokomotyw używały do likwidacji kolei w 1999 roku Zakłady Chemiczne Alwernia w Alwerni.
Lokomotywa pod oznaczeniem WLP-50 znalazła się następnie ofercie Małopolskiej Wytwórni Maszyn (MWM) Brzesko Sp. z o.o. (następcy ZNTS Brzesko), która powstała w 2000 roku. Między 2001 a 2004 rokiem zbudowano tam cztery pierwsze lokomotywy (numery 001 do 004). W sierpniu 2016 roku MWM ogłosiła jednak upadłość. MWM Brzesko oferowała pod koniec działalności lokomotywy z silnikiem SW266 o mocy 55 kW i bezstopniową przekładnią hydrokinetyczną PH1-300.1.
Zmodyfikowana wersja WLP-50EM znajdowała się następnie w ofercie Energo-Mechanik Sp. z o.o. w Strzelcach Opolskich. Według producenta modernizacja obejmuje układy: hamulcowy, hydrauliczny, sterowania oraz zderzak nowej konstrukcji w celu zgodności z wymogami Unii Europejskiej.